# Uelsen
Uelsen [ˈʏlzən] ist eine Gemeinde im Landkreis Grafschaft Bentheim in Niedersachsen. Der staatlich anerkannte Erholungsort ist Mittelpunkt und Grundzentrum der Samtgemeinde Uelsen und gleichzeitig Sitz der Samtgemeindeverwaltung.

## Geografie

Niederschlagsdiagramm Uelsen

Die Gemeinde Uelsen liegt im äußersten Westen Niedersachsens, in der Nähe der Grenze zum Königreich der Niederlande.

## Geschichte

### Urgeschichte
In den Jahren 2003 bis 2005 und erneut 2016 wurde am Südostrand der Gemeinde das Urnengräberfeld Uelsen freigelegt. Es stellt ein bedeutendes Gräberfeld der späten Bronze- bis frühen Eisenzeit (12. bis 6. Jahrhundert v. Chr.) dar. Die bislang untersuchten Bereiche nehmen rund 8.000 m² ein und enthielten etwa 250 Urnen- sowie Leichenbrandbestattungen. Ein großer Teil der Gräber war von – überwiegend einfachen, aber auch bis zu vierfachen – Kreisgräben umgeben. Die Entdeckung des Urnengräberfeldes im Kontext zu vorhandenen Grabhügeln und dem Goldbecher von Gölenkamp war der Anlass, 2005 in Uelsen eine rekonstruierte bronzezeitliche Gehöftanlage zu errichten, das archäologische Freilichtmuseum Bronzezeithof.

### Mittelalter
Für die Entstehung der Kirche in Uelsen wird das Jahr 800 vermutet. Der Ort war kirchlicher Mittelpunkt der Niedergrafschaft. Die Missionierung erfolgte durch Werenfried, der unter Willibrord in Friesland missionierte. 1131 wurde Uelsen erstmals in einer Urkunde des Bischofs von Utrecht, Andreas von Kuik, erwähnt. Der Ort gehörte damals zur Twente (heute Niederlande) und diese wiederum, wie auch Utrecht, zum Heiligen Römischen Reich. Um 1300 stand in Uelsen die Burg des Grafen ten Tooren oder von Thurn, deren Reste in der Mitte des 19. Jahrhunderts als Synagoge genutzt wurden. Der Ort ging 1312 in den Besitz des Grafen von Bentheim über. In einer päpstlichen Urkunde aus dem Jahr 1327 wird der Hl. Werenfried als Namenspatron der Kirche zu Uelsen angegeben.

### Frühe Neuzeit
Die Reformation wurde in Uelsen von 1544 bis 1597 durchgeführt: 1544 wurde das lutherische Bekenntnis eingeführt und 1588 das reformierte Bekenntnis. Unter Kaiser Karl V. wurde 1546 der Grenzverlauf geregelt und Uelsen von den Niederlanden getrennt. Während des Spanisch-Niederländischen Kriegs kam es 1580 im Wald von Uelsen zu schweren Kämpfen.
Der Dreißigjährige Krieg (1618–1648) wirkte sich auch auf Uelsen aus. Die Grafschaft Bentheim war zwar neutrales Land, die Bevölkerung hatte dennoch stark zu leiden. Münsterische, lüneburgerische, hessische und schwedische Truppen bezogen Quartier und erpressten Verpflegung und Habe. Infolge des Krieges und des Hungers brach 1636 die Pest aus.
1650 wurde das Rathaus erbaut. Als Christoph Bernhard von Galen, Bischof von Münster, 1655 Krieg gegen die Niederlande führte, wurde die Grafschaft erneut von Kriegstruppen durchzogen. 1666 schloss Bernhard von Galen den Frieden von Nordhorn. Nach nur sechs Jahren Frieden griff der Bischof von Münster 1672 erneut die Niederlande an. 1668 trat Graf Ernst Wilhelm zum katholischen Glauben über. Die reformierten Geistlichen ließ er durch katholische ersetzen. Die Mehrzahl der Familien in Uelsen blieb jedoch reformiert. Auch der Siebenjährige Krieg (1756–1763) hinterließ seine Spuren in Uelsen.

### 19. und 20. Jahrhundert
In den 1830er Jahren schlossen sich viele Grafschafter Pastoren und Gemeinden der in den Niederlanden, in der Grafschaft und in Ostfriesland aufkommenden Abscheidungsbewegung (niederländisch: Afscheiding) an, darunter zahlreiche Reformierte in Uelsen, die sich als „altreformiert“ verstanden. Das Niederländische wurde daraufhin zur Kirchensprache und war bis Ende des 19. Jahrhunderts auch Schulsprache. In den Kirchen wurde teilweise noch 1933 auf Niederländisch gesungen und gepredigt. Daran stießen sich die Nationalsozialisten, die schließlich den Gebrauch des Niederländischen in Gottesdiensten und bei kirchlichen Feiern verboten. Wie in Emlichheim lehnten auch in Uelsen die Altreformierten durchweg die nationalsozialistische Ideologie ab. Die „Abscheidungsfeier“ zu ihrem 100-jährigen Jubiläum im Oktober 1934 war nicht zuletzt ein Ausdruck der Entschlossenheit, die „niederländische Verbindung“ zu verteidigen.
Im 19. Jahrhundert sank die Einwohnerzahl von 1200 auf 806. Arbeiterfamilien zogen nach Nordhorn und Schüttorf, um in der Textilindustrie Beschäftigung zu finden. Einige Familien wanderten auch nach Holland und Amerika aus. 1921 wurde eine Elektrizitätsgesellschaft gegründet. Der Bau einer Wasserleitung folgte zwischen 1929 und 1931.
Uelsen wurde 1974 Sitz der neuen Samtgemeinde Uelsen, der auch die Gemeinden Getelo, Gölenkamp, Halle, Itterbeck, Wielen und Wilsum angehören. 2006 feierte Uelsen mit einer Festwoche das 875-jährige Bestehen der Gemeinde.

### Eingemeindungen
Am 1. April 1939 wurde die Gemeinde Bauerhausen, am 1. März 1974 wurden die Gemeinden Höcklenkamp und Lemke eingegliedert.

## Politik

### Gemeinderat
Der Rat der Gemeinde Uelsen setzt sich aus 17 Mitgliedern zusammen. Die Ratsmitglieder werden durch eine Kommunalwahl für jeweils fünf Jahre gewählt. Die aktuelle Amtszeit begann am 1. November 2021 und endet am 31. Oktober 2026.
Nach der Kommunalwahl am 12. September 2021 setzt sich der Uelser Gemeinderat wie folgt zusammen:
| Partei / Liste | Stimmenanteil | Sitze   | Vergleich mit 2016 |
| -------------- | ------------- | ------- | ------------------ |
| CDU            | 47,40 %       | 8 Sitze | ± 0 Sitze          |
| SPD            | 39,35 %       | 7 Sitze | + 1 Sitz0          |
| UWG            | 13,25 %       | 2 Sitze | − 1 Sitz0          |

### Bürgermeister
Im November 2021 wurde Wilfried Segger (CDU) zum neuen ehrenamtlichen Bürgermeister der Gemeinde Uelsen gewählt.

### Städtepartnerschaft
Die Uelser Partnerstadt ist seit 1981 Tubbergen in den Niederlanden. Auch die Samtgemeinde Uelsen ist seit 2007 mit Tubbergen verpartnert.

## Kirchen
In der Gemeinde gibt es mehrere Gotteshäuser: Die evangelisch-reformierte Kirche (am Markt), die evangelisch-altreformierte Kirche, die römisch-katholische St.-Antonius-Kapelle und die evangelisch-lutherische Jakobuskirche. Letztere stammt von dem Osnabrücker Architekten Max H. Berling. Bezieht man den Gemeindekreis hier mit ein, so gibt es in Wilsum und in Egge noch weitere Sakralbauten.

## Kultur und Sehenswürdigkeiten

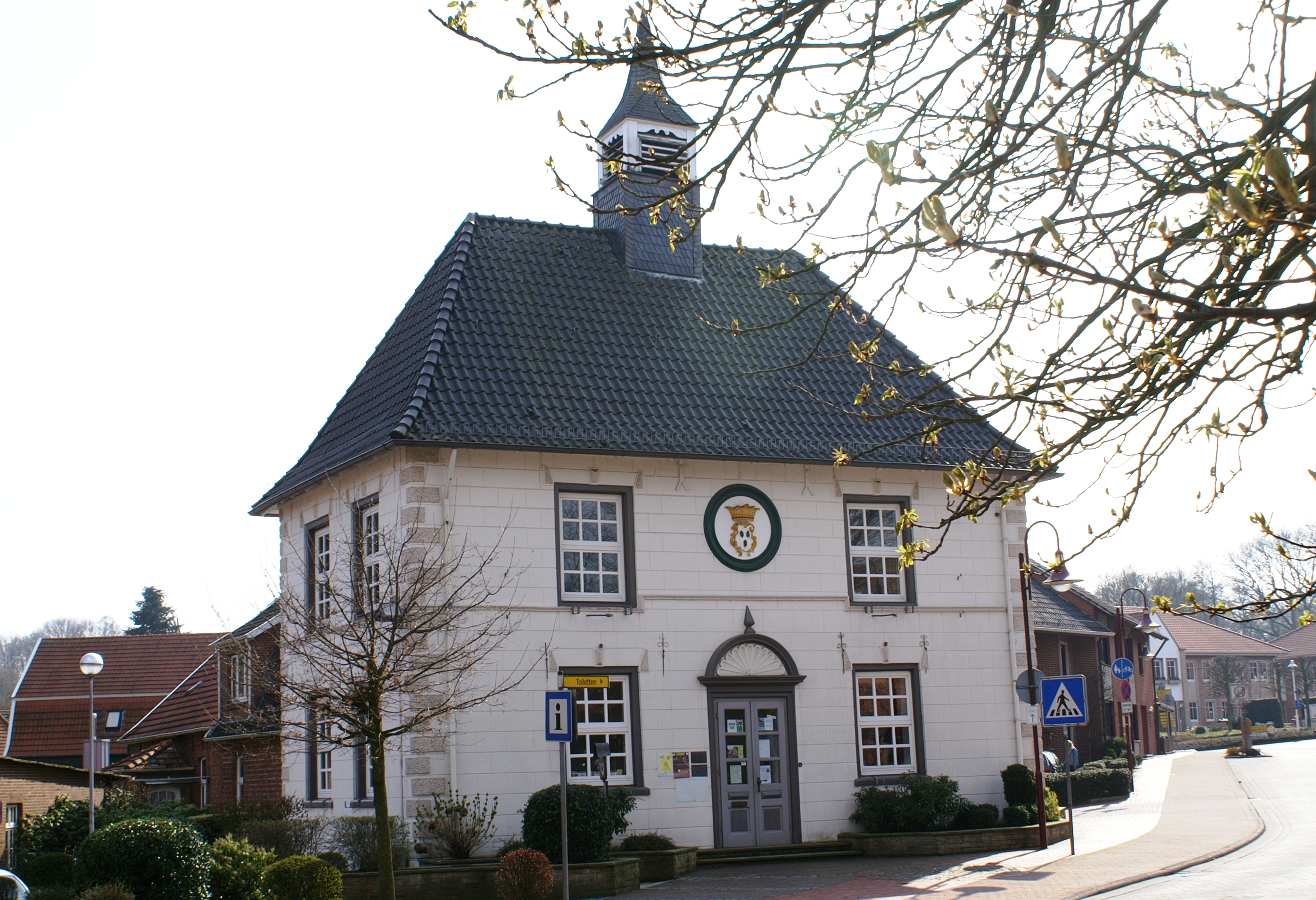
Altes Rathaus in Uelsen
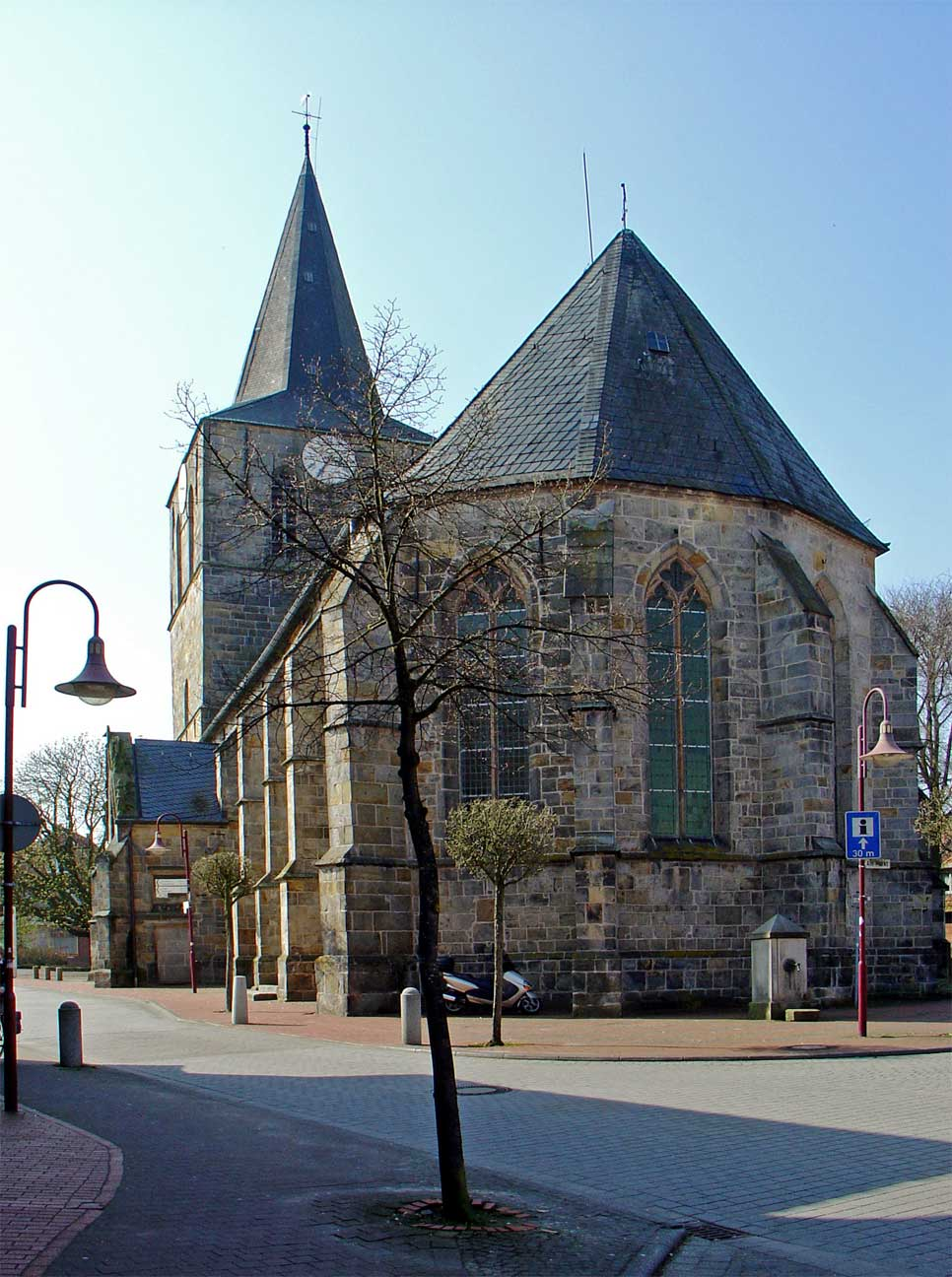
Evangelisch-reformierte Kirche im Uelser Zentrum
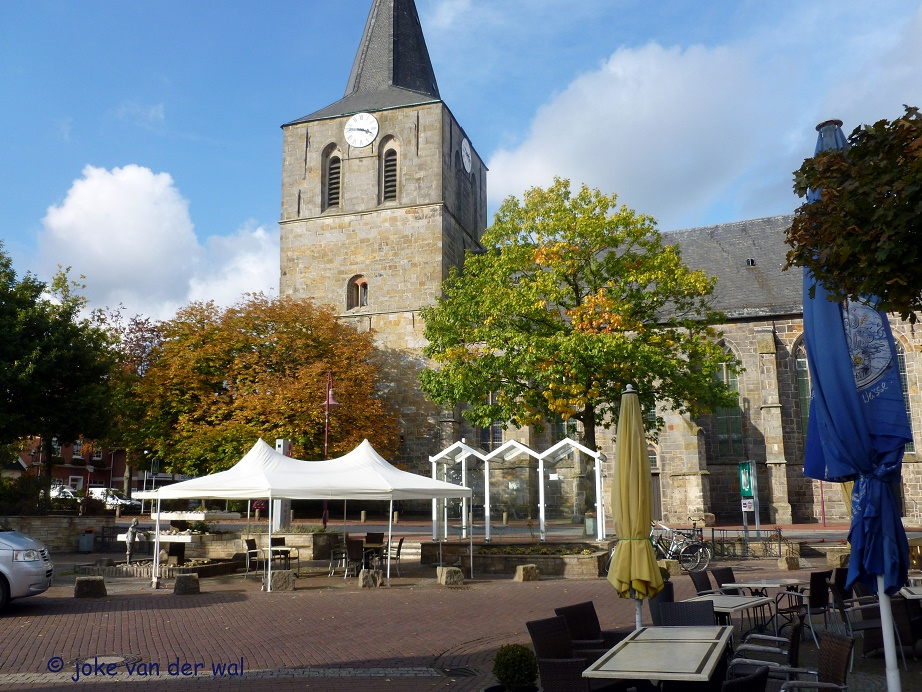
Evangelisch-reformierte Kirche am Uelser Marktplatz
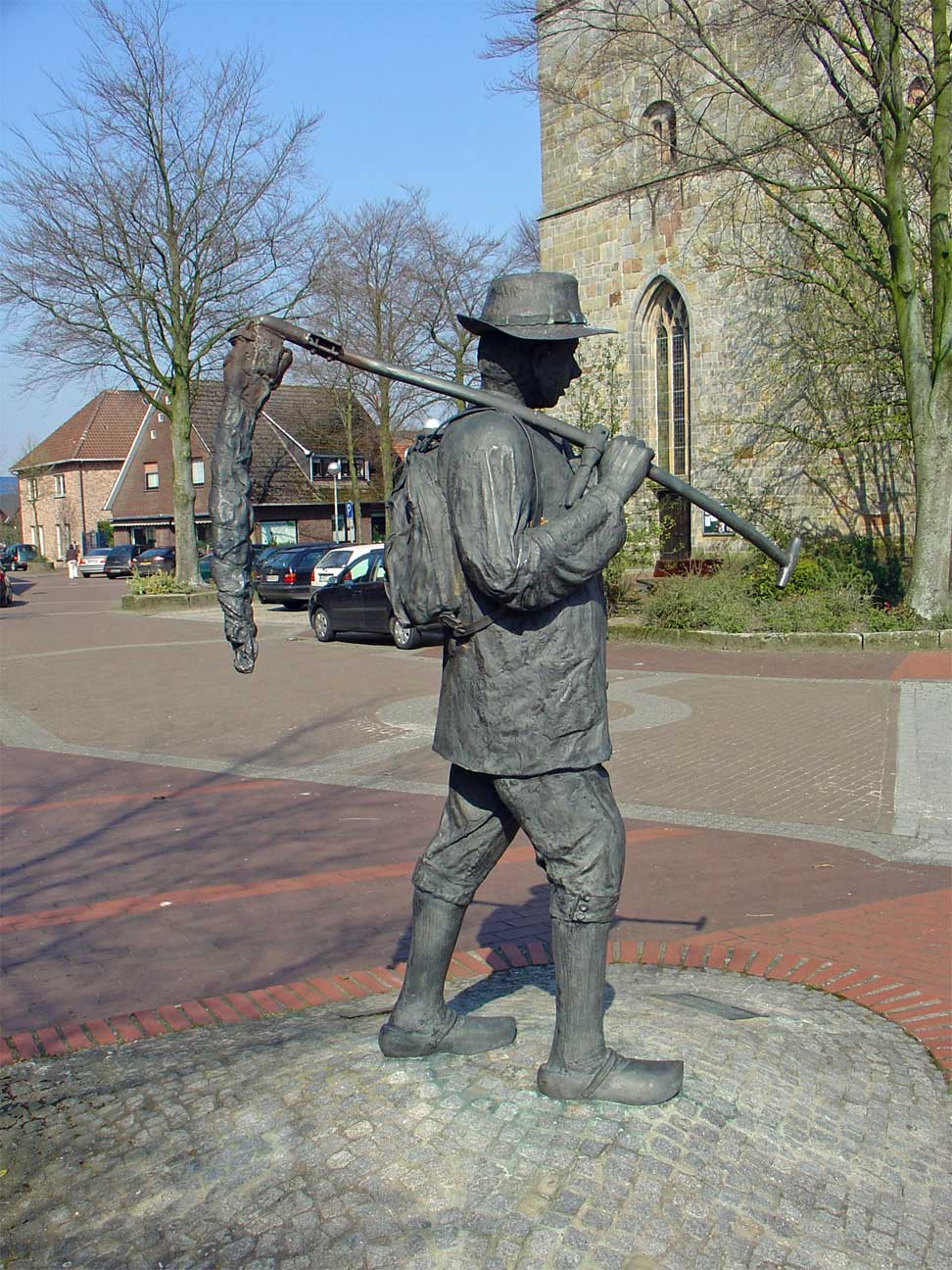
Hollandgänger in Uelsen (von Leo Janischowsky und Partner, 1997)
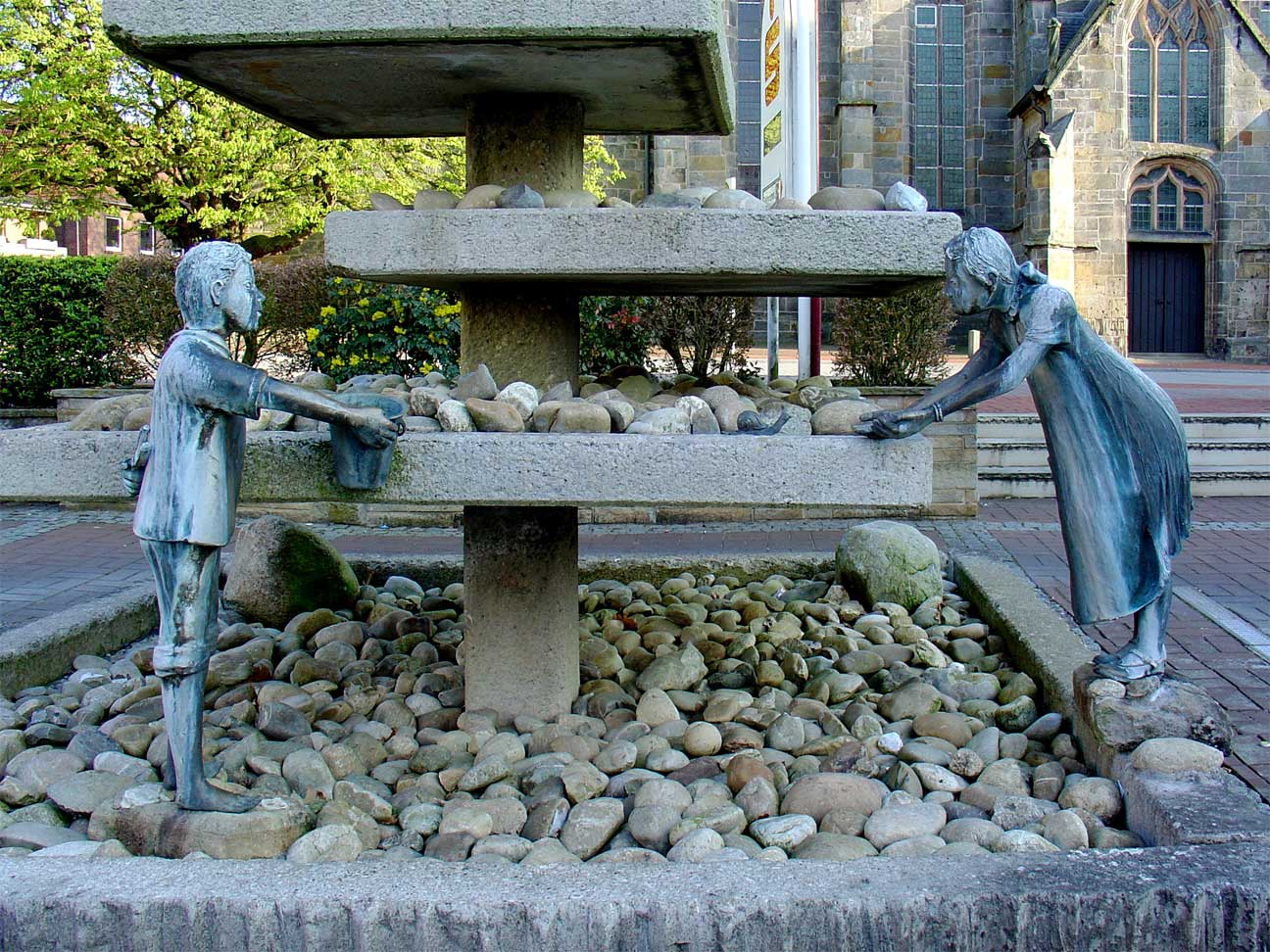
Kinderfiguren am Brunnen in Uelsen (von Leo Janischowsky und Partner, 1997)
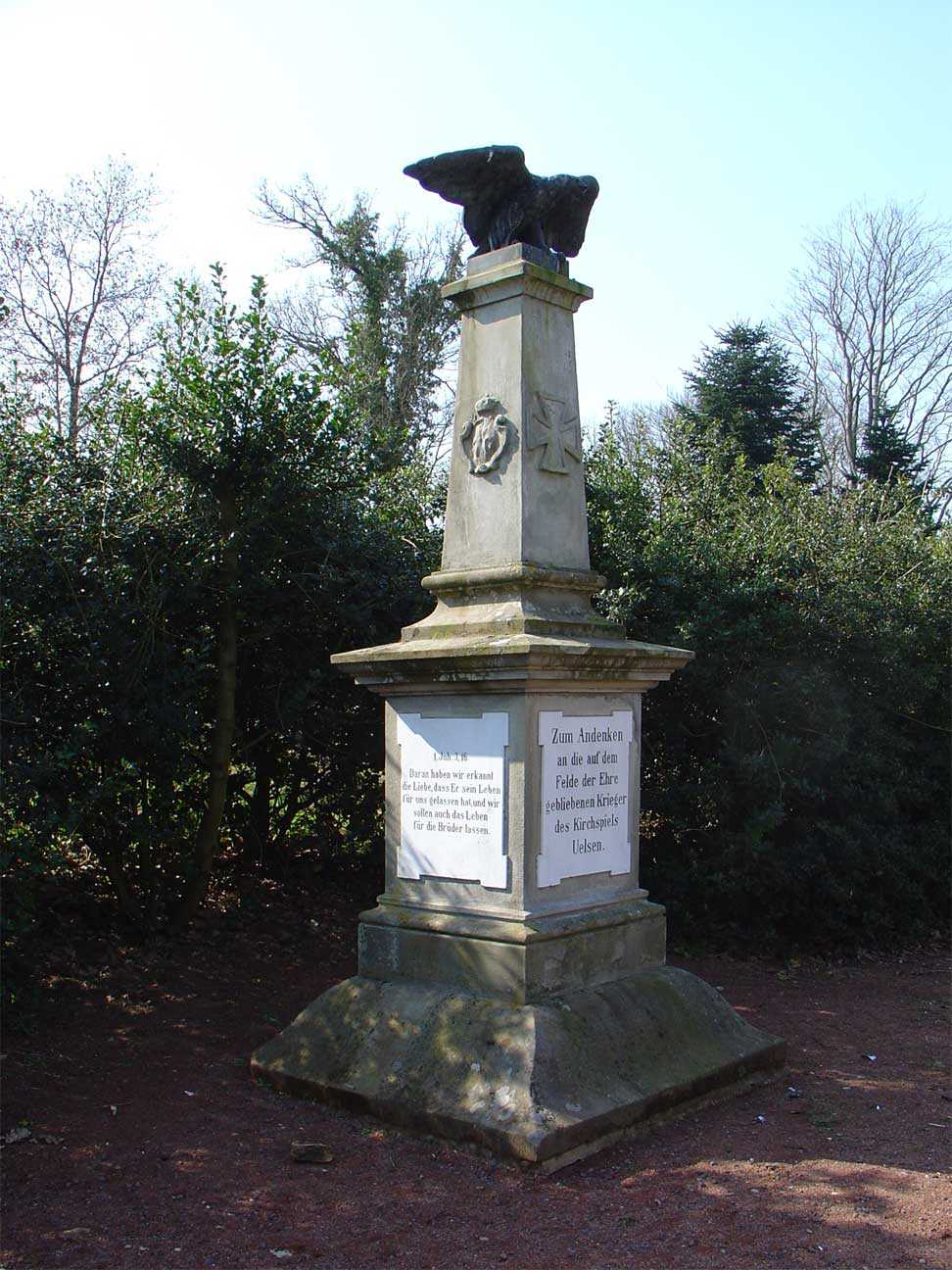
Kriegerdenkmal in Uelsen
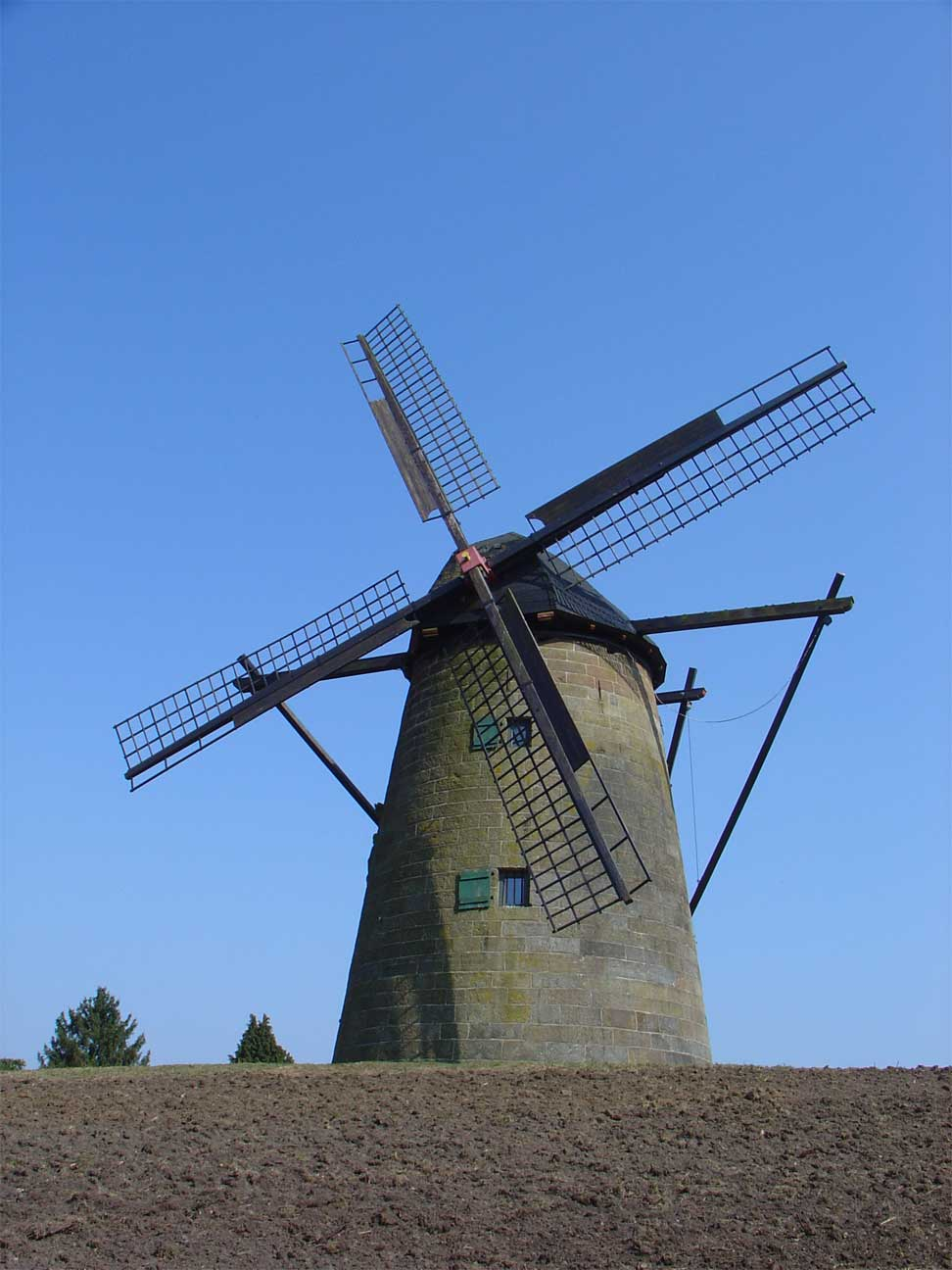
Windmühle in Uelsen
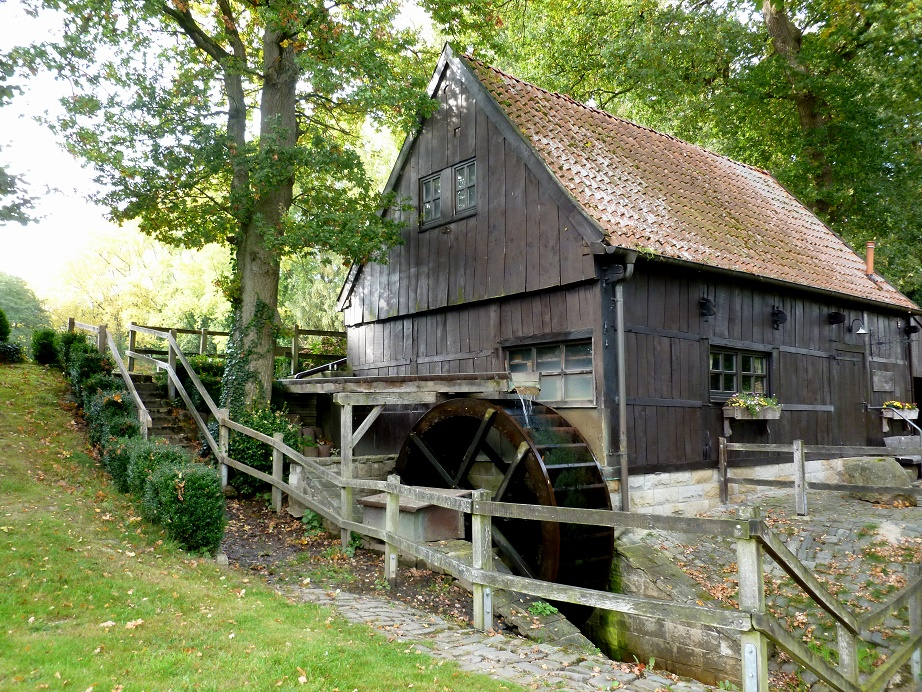
Wassermühle in Uelsen

## Veranstaltungen
- Saisonauftakt: Samstag vor Pfingsten
- Bronzezeittage: 2. Wochenende im Juni
- Volks- und Schützenfest: 2. Wochenende im Juli
- Bundesweite Elite-Auktion des Bentheimer Landschafes: Letzter Samstag im Juli
- Fest der lebendigen Archäologie: Letztes Wochenende im Juli
- Herbstmarkt (Herbstkirmes): 3. Wochenende im Oktober
- Nachtwächterrundgänge: Im Herbst
- Weihnachtsmarkt: am Samstag vor dem 2. Advent

Wichtiger Ort für Veranstaltungen ist der Schützen- und Festplatz am Ortsrand. Am 14. Juli 2007 fand hier das letzte Konzert der Schürzenjäger in Deutschland statt.

## Wirtschaft und Infrastruktur
Nach wie vor eine große Bedeutung für die lokale Wirtschaft in Uelsen hat die Landwirtschaft. Neben den bäuerlichen Betrieben existieren zahlreiche Dienstleistungsbetriebe für die Landwirtschaft, insbesondere in den Bereichen Tierfutter, Viehhandel und Landtechnik. Die Gemeinde Uelsen hat zusammen mit der Grundstücks- und Entwicklungsgesellschaft Landkreis Grafschaft Bentheim mbH (GGB) 2000 die gemeinsame Grundstücks- und Entwicklungsgesellschaft Uelsen mbH (GEG) gegründet, die Wohn- und Gewerbegebiete in Uelsen erschließt und vermarktet. Hierzu gehören auch verschiedene Industrie- und Gewerbegebiete, wo sich vor allem mittelständische Unternehmen und Handwerksbetriebe angesiedelt haben. Daneben besteht ein breit gefächertes Einzelhandels- und Dienstleistungsspektrum im Ortskern von Uelsen.
Ein weiteres gewichtiges Standbein der kommunalen Wirtschaft ist der Tourismus, insbesondere aufgrund des Prädikats als Erholungsort und u. a. durch Einrichtungen wie den Ferienpark Grafschaft Bentheim. Im Zuge umfassender Investitionstätigkeiten wurden das Hallen- und Freibad Uelsen zum Kombibad Waldbald Uelsen umgebaut.
Die Volksbank Niedergrafschaft eG hat ihren Sitz in Uelsen und ist einer der größten Arbeitgeber. Zu den weiteren großen Unternehmen und Arbeitgebern gehören Deppe Backstein-Keramik GmbH (Ziegelei), Kronemeyer GmbH (Haustechnik/Sanitär) und die Viehvermarktung Uelsen eG. Mehr als 100 Unternehmen und Gewerbetreibende haben sich in der Werbegemeinschaft Uelsen aktiv – die Werbegemeinschaft e. V. zusammengeschlossen.

### Verkehr
Uelsen liegt an der Bundesstraße 403. Es fahren im Stundentakt an Werktagen sowie an Sonn- und Feiertagen Regionalbusse (Linie 10) der Verkehrsgemeinschaft Grafschaft Bentheim (VGB) sowohl nach Neuenhaus, wo Anschlüsse an die Bahnlinie RB 56 in Richtung Nordhorn und Bad Bentheim sowie an die Regionalbuslinie 30 in Richtung Nordhorn bestehen, als auch über Itterbeck und Wilsum nach Emlichheim. Auch existiert werktags sowie sonn- und feiertags ein ebenfalls stündliches Rufbusangebot der VGB, das Uelsen mit Wielen, Getelo, Halle (bei Neuenhaus) und Gölenkamp verbindet. Von Frühjahr bis Herbst führen zu bestimmten Zeiten Busse auf der Linie Emlichheim – Neuenhaus Fahrradanhänger mit (Fietsenbus).

### Öffentliche Einrichtungen
- Gemeinde- und Samtgemeindeverwaltung
- Ortsfeuerwehr Uelsen der Freiwilligen Feuerwehr Uelsen
- Polizeistation Uelsen der Polizeiinspektion Emsland/Grafschaft Bentheim
- Waldbad Uelsen, Frei- und Hallenbad

### Bildung
- Kindergarten Amselstrolche
- Kindergarten Tabaluga
- Grundschule Uelsen
- Oberschule Uelsen
- Lise-Meitner-Gymnasium, Standort Uelsen
- Musikschule Niedergrafschaft
- Volkshochschule Grafschaft Bentheim, Außenstelle Uelsen

## Persönlichkeiten

### Söhne und Töchter der Gemeinde
- Joan Nieuhof (1618–1672), niederländischer Weltenbummler
- Otto Leege (1862–1951), deutscher Pädagoge, Naturwissenschaftler und „Vater“ der ostfriesischen Vogelschutzinsel Memmert
- Wilhelm Frantzen (1900–1975), Maler, Zeichner und Lehrer
- Wolfgang Röller (1929–2018), deutscher Bankmanager
- Jan Oostergetelo (1934–1996), deutscher Politiker (SPD) und Landwirt, Bundestagsabgeordneter von 1976 bis 1994

### Persönlichkeiten, die vor Ort gelebt und gewirkt haben
- Ludwig Sager (1886–1970), deutscher Lehrer, Dichter und Heimatforscher
- Heinrich Bernds (1901–1945), deutscher reformierter Theologe und Wirtschaftswissenschaftler
- Walter Herrenbrück junior (1939–2021), evangelisch-reformierter Theologe
- Gerrit Jan Beuker (* 1953), altreformierter Pastor und Kirchengeschichtler
- Dieter Steinecke (* 1954), deutscher Politiker (SPD), ehemaliger Landtags- und Bundestagsabgeordneter
- Gerwin Spalink (* 1971), deutscher Musiker
- Lehrerschmidt, Leiter der Oberschule und YouTuber